# NGC 6869
NGC 6869 est une galaxie lenticulaire située dans la constellation du Dragon. Sa vitesse par rapport au fond diffus cosmologique est de 2 591 ± 27 km/s, ce qui correspond à une distance de Hubble de 38,2 ± 2,7 Mpc (∼125 millions d'al). NGC 6869 a été découverte par l'astronome américain Lewis Swift en 1884.
À ce jour, trois mesures non basées sur le décalage vers le rouge (redshift) donnent une distance de 31,867 ± 0,971 Mpc (∼104 millions d'al), ce qui est à l'extérieur des valeurs de la distance de Hubble. Notons cependant que c'est avec la valeur moyenne des mesures indépendantes, lorsqu'elles existent, que la base de données NASA/IPAC calcule le diamètre d'une galaxie et qu'en conséquence le diamètre de NGC 6869 pourrait être d'environ 20,2 kpc (∼65 900 al) si on utilisait la distance de Hubble pour le calculer.